# Niherne
Niherne ist eine französische Gemeinde mit 1457 Einwohnern (Stand: 1. Januar 2022) im Département Indre der Region Centre-Val de Loire. Sie gehört zum Arrondissement Châteauroux und zum Kanton Buzançais. Die Einwohner werden Nihernois genannt.

## Geographie
Niherne liegt etwa neun Kilometer westnordwestlich von Châteauroux an der Indre. Umgeben wird Niherne von den Nachbargemeinden Saint-Maur im Osten, Luant im Süden, Neuillay-les-Bois im Südwesten sowie Villedieu-sur-Indre im Westen.

## Bevölkerungsentwicklung
| 1962                       | 1968 | 1975 | 1982 | 1990 | 1999 | 2006 | 2018 |
| -------------------------- | ---- | ---- | ---- | ---- | ---- | ---- | ---- |
| 1135                       | 1091 | 1103 | 1319 | 1504 | 1484 | 1558 | 1586 |
| Quellen: Cassini und INSEE |      |      |      |      |      |      |      |

## Sehenswürdigkeiten
- Kirche Saint-Sulpice, 2008 restauriert, Monument historique

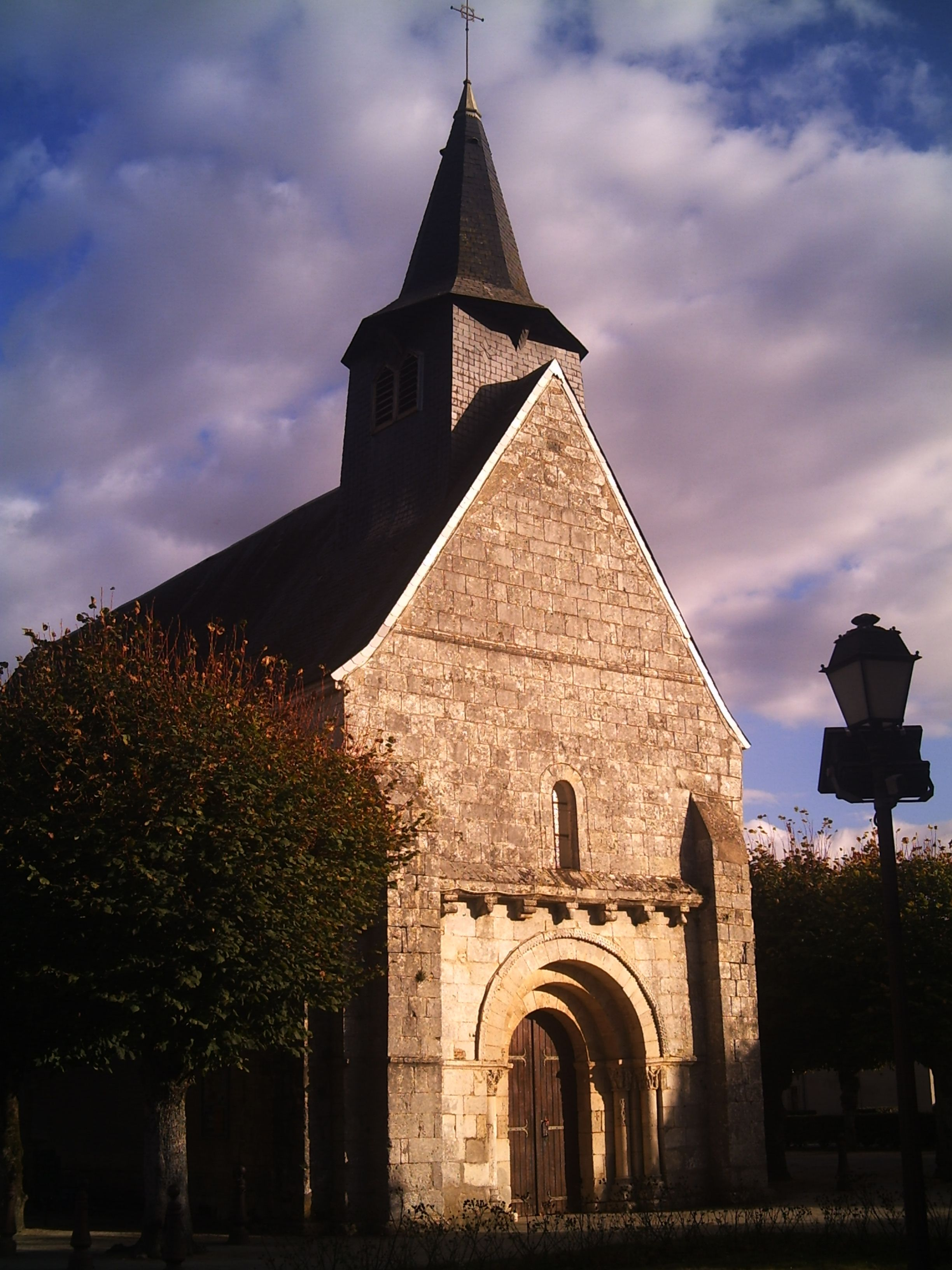
Kirche Saint-Sulpice